# Симфония № 8 (Гайдн)
Симфония № 8 соль мажор, известная как «Вечер» — симфония Йозефа Гайдна, написанная в 1761 году после поступления композитора на службу к князю Эстерхази.
Название симфонии не оригинально и связано с восприятием её как части трилогии наряду с симфониями № 6 и № 7 («Утро» и «Полдень» соответственно) ввиду их значительного стилистического сходства (обилие сольных партий инструментов оркестра).
В первой части симфонии используется тема из оперы Глюка «Дьявол заплатит». Подзаголовок четвёртой части «Буря» (La Tempesta) связан с изображением в ней бури.
Состав оркестра: два гобоя, флейта, две валторны, струнные (1-е и 2-е скрипки, альты, виолончели и контрабасы).

## Структура
1. Allegro molto
2. Andante (до мажор)
3. Minuetto e Trio
4. La tempesta: Presto